# Pino sulla Sponda del Lago Maggiore
Pino sulla Sponda del Lago Maggiore är en ort och frazione i kommunen Maccagno con Pino e Veddasca i provinsen Varese i regionen Lombardiet i Italien. 
Pino sulla Sponda del Lago Maggiore upphörde som kommun den 4 februari 2014 och bildade med dee tidigare kommunerna Maccagno och Veddasca den nya kommunen Maccagno con Pino e Veddasca. Den tidigare kommunen hade 222 invånare (2013).